# Nopalucan (kommun i Mexiko)
Nopalucan är en kommun i Mexiko.   Den ligger i delstaten Puebla, i den sydöstra delen av landet, 140 km öster om huvudstaden Mexico City. Antalet invånare är 27 292. Arean är 168 kvadratkilometer.
Terrängen i Nopalucan är platt åt nordost, men åt sydväst är den kuperad.
Följande samhällen finns i Nopalucan:
- Santa María Ixtiyucan
- Nopalucan de la Granja
- El Rincón Citlaltépetl
- Colonia Obrera
- Unidad Grajales INFONAVIT
- Manuel Ávila Camacho
- La Joya
- Moctezuma